# Baba-Yaga (musique)
Pour les articles homonymes, voir Baba Yaga (homonymie).

Baba-Yaga, opus 56, est une pièce symphonique d'Anatoli Liadov, sous-titrée « tableau musical d'après un conte populaire russe », dédiée à Vladimir Stassov. Achevée en 1904, l'œuvre est créée le 18 mars 1904 à Saint-Pétersbourg sous la direction de Felix Blumenfeld.

## Argument
Évocation fantastique de la mythique Baba Yaga des contes et légendes populaires russes, cette courte esquisse symphonique illustre l'apparition de la vieille sorcière, son vol à travers la forêt avec le balai lui servant à effacer ses traces tandis que les branches craquent sur son passage, enfin sa disparition.

## Analyse de l'œuvre
Après un violent sifflement des bois, renforcé par les cors en sons bouchés, puis des fusées descendantes de gamme par tons suivi de montées chromatiques aboutissant à une série d'accords de quinte augmentée sur un tapis sonore de cordes, le basson solo expose le thème du personnage, thème unique qui traversera l'oeuvre, par fragments ou entier.
La pièce évoque par son tempo (presto) et son chiffrage de mesure (3/8) le genre musical du scherzo, à l'image dans un même style fantastique de L'Apprenti sorcier de Paul Dukas. Sa durée est d'approximativement 4 minutes.

## Instrumentation
Baba-Yaga est écrit pour orchestre symphonique avec un piccolo, deux flûtes, deux hautbois, un cor anglais, deux clarinettes, une clarinette basse, deux bassons, un contrebasson, quatre cors, deux trompettes, trois trombones, un tuba, timbales, xylophone, cymbales, grosse caisse, cordes.
| Instrumentation de Baba-Yaga                                                                                 |
| Cordes |
| premiers violons, seconds violons, altos, violoncelles, contrebasses,                                        |
| Bois |
| 1 piccolo, 2 flûtes, 2 hautbois, 1 cor anglais, 2 clarinettes, 1 clarinette basse, 2 bassons, 1 contrebasson |
| Cuivres |
| 4 cors, 2 trompettes, 3 trombones, 1 tuba                                                                    |
| Percussions                                                                                                  |
| timbales, xylophone grosse caisse, cymbales                                                                  |